# 戈壁短舌菊
戈壁短舌菊（学名：Brachanthemum titovii）为菊科短舌菊属的植物。分布在俄罗斯以及中国大陆的新疆等地，多生长于丘陵、荒漠以及沙砾戈壁滩，目前尚未由人工引种栽培。